# Paul Shan Kuo-hsi
Paul Shan Kuo-hsi, né le 3 décembre 1923 à Puyang (Chine) et décédé le 22 août 2012 à Nouveau Taipei,, est un prêtre jésuite chinois, qui fut maître des novices jésuites puis évêque de Hualien en 1979. Transféré au diocèse de Kaohsiung (en) (Taïwan) en 1991 il est fait cardinal de l'Église catholique en 1998. Il était connu pour son insistance sur la nécessité d'inculturer foi et vie chrétienne en Asie.

## Biographie
Ancien Président de l'Université catholique Fu-Jen.

### Formation religieuse
Paul Shan Kuo-hsi entre dans la Compagnie de Jésus le 11 septembre 1946. Il poursuit ses études à Chiugsien, puis aux Philippines avant d'être ordonné prêtre le 18 mars 1955.
Il dirige pendant deux ans la section chinoise d'une école aux Philippines avant de partir à Rome où il obtient un doctorat en théologie spirituelle à l'Université pontificale grégorienne.
Il travaille ensuite pendant 2 ans au Vietnam avant de revenir à Taïwan pour y être durant 7 ans maître des novices jésuites (1963-1970), puis recteur pendant 6 ans du collège Saint-Ignace de Taipei.

### Évêque
Nommé par Jean-Paul II évêque de Hualien à Taïwan le 15 novembre 1979, il reçoit l'ordination épiscopale le 14 février 1980. Le 4 mars 1991, il est transféré au diocèse de Kaohsiung (en), toujours à Taïwan, charge qu'il occupe jusqu'au 5 janvier 2006, date à laquelle il se retire pour raison d'âge.
Durant ses années d'épiscopat dans l'un et l'autre diocèse il est activement engagé dans le dialogue interreligieux avec les religions orientales (particulièrement le Bouddhisme), aussi bien au niveau dans son pays de Taiwan qu'au sein de la fédération des conférences d'évêques d'Asie [FABC]. De 1987 à 1998 il est président de la Conférence régionale (Taiwan) des évêques chinois.

### Cardinal
Il a été créé cardinal par le pape Jean-Paul II au consistoire du 21 février 1998, avec le titre de cardinal-prêtre de S. Crisogono. Il est alors membre de deux importants dicastères romains: la Congrégation pour l'évangélisation des peuples et le Conseil pour le dialogue interreligieux. Il est fréquemment consulté par le Saint-Siège qui cherche à améliorer ses contacts avec la Chine continentale.
Ayant dépassé l'âge de 80 ans en 2005, et n'étant donc plus électeur, il n'a pas participé au conclave de 2005 qui élit le pape Benoît XVI.

## Ministère et inculturation
Le cardinal Shan ne manquait pas une occasion de rappeler que pour être intelligible et attrayante en Asie la foi chrétienne ne peut être une simple copie-carbone de celle de l'Occident. La mission d'amour et de service de l'Église doit commencer par un regard sympathique et un grand respect vis-à-vis des religions et cultures de l'Orient. C'est-à-dire reconnaitre les germes de vérité et grâce se trouvant dans les autres religions.
Le cardinal Shan a rencontré le Dalaï Lama pour un dialogue public le 3 septembre 2009 dans la ville de Kaohsiung, seconde ville de Taïwan, lors d’une visite du chef spirituel tibétain sur l’île.

## Succession apostolique
Paul Shan Kuo-hsi a ordonné les évêques suivants :
- Évêque Bosco Lin Chi-nan (de) (1993)
- Évêque Philip Huang Chao-ming (de) (1998)
- Archevêque John Hung Shan-chuan (it), S.V.D. (2006)